# Matias Hamunyela
Matias Hamunyela est un boxeur namibien né le 15 octobre 1992. 

## Carrière
Sa carrière amateur est principalement marquée par une médaille d'or remportée aux championnats d'Afrique 2017 dans la catégorie des poids mi-mouches.

## Palmarès

### Championnats d'Afrique
- Médaille d'or en -49 kg en 2017 à Brazzaville, République du Congo

### Jeux africains
- Médaille d'argent en -49 kg en 2015 à Brazzaville, République du Congo